# Asociación Japonesa de Hispanistas

La Asociación Japonesa de Hispanistas (日本イスパニヤ学会 Nihon Isupaniya Gakkai?) es una organización fundada en 1955 en Tokio y destinada a las diversas actividades y convocatorias que cuyo objetivo principal es promover la cultura hispana en Japón, como el estudio de la lengua española, la literatura y sus manifestaciones artísticas y científicas. Actualmente agrupa a unos cuatrocientos hispanistas japoneses y extranjeros residentes en Japón, sobre todo profesores universitarios. En 110 universidades japonesas se enseña el español y en 18 existe el departamento de español. Inversamente, en España existe el Centro Cultural Hispano-Japonés de la Universidad de Salamanca y otras universidades españolas, como la Universidad de Valladolid, la Universidad de Santiago de Compostela, la Universidad Complutense de Madrid, la Universidad Autónoma de Barcelona y la Universidad Autónoma de Madrid llevan cierto tiempo inmersas en intercambios y colaboración con centros de enseñanza superior japoneses y han introducido los estudios japoneses en las aulas universitarias españolas. El ICI posee cierto número de becas para hispanistas japoneses. Desde 1956 la Asociación Japonesa de Hispanistas posee una revista, Kaiho, que al segundo número cambió su título a Hispánica; y ha realizado cincuenta y cuatro congresos. En Japón se estudia sobre todo la sintaxis y el léxico por medio del Proyecto de la Variación Léxica del Español en el mundo (Varilex) coordinado por Hiroto Ueda, Toshihiro Takagaki y Antonio Ruiz Tinoco. Actualmente el presidente de la asociación es Noritaka Fukushima, autor de importantes trabajos sobre el subjuntivo español.
El español en Japón es hablado gracias a la inmigración de hispanohablantes a este país asiático, descendientes de inmigrantes japoneses que llegaron a algunos países de Hispanoamérica a mediados del siglo XX, entre ellos Perú, Uruguay, Argentina, Paraguay, México,  Colombia, Panamá y Costa Rica.
La enseñanza del idioma español en este país es voluntaria, y además por parte de algunos japoneses existe interés por aprenderlo viéndolo como una de las lenguas europeas más fáciles de aprender para ellos debido a la forma de pronunciar las palabras que el español tiene y es muy similar al japonés.
Por vinculación histórica algunas ciudades de Japón formaron también parte del imperio español, conjuntamente con el imperio portugués como Nagasaki. Ciudad en la que tuvo el primer encuentro de Japón con España, el 15 de agosto de 1549 con la llegada al sur de Japón del misionero jesuita Francisco Javier y otros dos españoles más, uno de ellos un gran lingüista, Juan Fernández; Javier murió en 1552, pero ya en 1592 se publicó una versión japonesa abreviada de la Introducción al Símbolo de la Fe de fray Luis de Granada y luego en 1599 otra abreviada también de la Guía de pecadores del mismo autor; los progresos de la religión occidental alarmaron a los daimios locales y empezó a gestarse la expulsión. Juan Fernández se dedicó durante 18 años a aprender bien el japonés y, según Marcelino Menéndez y Pelayo, editó un Dictionarium Japonicum duplex que se ha perdido. 
Además Japón también ha solicitado su participación en la Cumbre Iberoamericana y está como observador, para formar parte de la Comunidad Iberoamericana de Naciones.